# Station Wielichowo Zachód
Station Wielichowo Zachód is een spoorwegstation in de Poolse plaats Wielichowo.